# Craig Fraser

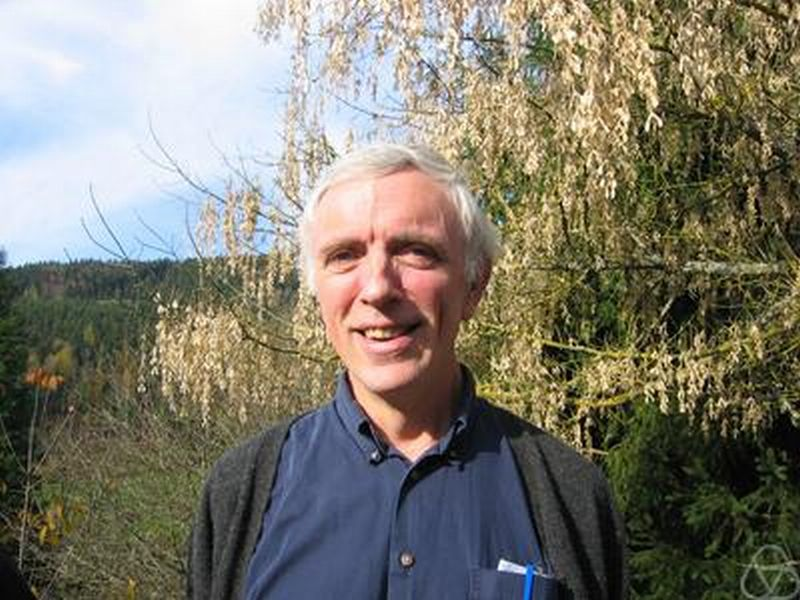
Craig Fraser, Oberwolfach 2004

Craig Graham Fraser (* 4. Mai 1951 in Sarnia) ist ein kanadischer Wissenschaftshistoriker.
Fraser studierte an der Carleton University mit dem Bachelor-Abschluss, an der University of British Columbia mit dem Master-Abschluss und promovierte bei Kenneth O. May an der University of Toronto. Er ist Professor für Wissenschaftsgeschichte an der University of Toronto und dort Direktor des Institute for the History and Philosophy of Science and Technology.
Er befasst sich vor allem mit der Geschichte von Analysis (besonders Variationsrechnung, Grundlagen der Analysis) und analytischen Mechanik (auch Hamilton-Mechanik bzw. Hamilton-Jacobi-Theorie im 19. Jahrhundert) mit einem Schwerpunkt in der Phase ihrer Herausbildung im 18. Jahrhundert, zum Beispiel Joseph-Louis Lagrange (Analytische Mechanik), Leonhard Euler, Jean-Baptiste le Rond d’Alembert (und Geschichte des d’Alembertsches Prinzips), Carl Gustav Jacobi, Adolph Mayer, Karl Weierstraß. Außerdem befasst er sich mit der Entwicklung der Kosmologie im 20. Jahrhundert und der Beziehung zur beobachtenden Astronomie.
Er war 2000 bis 2006 Herausgeber von Historia Mathematica und ist dort Associate Editor. Er ist Vorsitzender der International Commission for the History of Mathematics und Mitglied der International Academy of the History of Science. Er wirkt auch am New Dictionary of Scientific Biography mit (unter anderem Artikel Augustin-Louis Cauchy). In der Encyclopedia Britannica von 1990 verfasste er den Abschnitt über die Geschichte der Mathematik im 17. und 18. Jahrhundert.
Frazer ist seit 1986 verheiratet mit Alison Jean Brannen, das Paar hat eine Tochter, Amanda Elizabeth.

## Schriften
- The Cosmos: a historical perspective, Greenwood Publishers 2006
- mit Sandro Capparini: Mechanics in the Eighteenth Century, Kapitel 9 in: Jed Z. Buchwald, Robert Fox (Hrsg.), Oxford Companion to the History of Physics. Oxford University Press, 2013
- History of Mathematics in the Eighteenth Century, in Roy Porter (Hrsg.), The Cambridge History of Science, Band 4: Eighteenth-Century Science, Cambridge University Press, 2003, S. 305–327
- The Calculus of Variations: A Historical Survey, in: Hans Niels Jahnke (Hrsg.), A History of Analysis, American Mathematical Society, 2003, S. 355–384. (zuvor deutsch in: Jahnke, Geschichte der Analysis, Spektrum Akademischer Verlag 1999)
- Calculus and Analytical Mechanics in the Age of Enlightenment. Ashgate, Aldershot 1997

Aufsätze (Auswahl)
- mit Michiyo Nakane: The Early History of Hamilton-Jacobi Theory, Centaurus, 44, 2003, S. 161–227
- The origins of Euler’s variational calculus, Archive for History of Exact Sciences, 47, 1994, S. 103–141
- Isoperimetric Problems in the Variational Calculus of Euler and Lagrange, Historia Mathematica, 19, 1992, S. 4–23
- Mathematical Technique and Physical Conception in Euler’s Investigation of the Elastica, Centaurus, 34, 1991, S. 24–60
- The Calculus as Algebraic Analysis: Some Observations on Mathematical Analysis in the 18th Century, Archive for History of Exact Sciences, 39, 1989, S. 317–335
- Joseph Louis Lagrange’s Algebraic Vision of the Calculus, Historia Mathematica, 14, 1987, S. 38–53
- J. L. Lagrange’s Changing Approach to the Foundations of the Calculus of Variations, Archive for History of Exact Sciences, 32, 1985, S. 151–191
- D’Alembert’s Principle: The Original Formulation and Application in Jean D’Alembert’s “Traité de Dynamique” (1743), Teil 1,2, Centaurus, 28, 1985, S. 31–61 & 145–159
- J. L. Lagrange’s Early Contributions to the Principles and Methods of Mechanics, Archive for History of Exact Sciences, 28, 1983, S. 197–241